# Бонтебок (національний парк)
Національний парк Бонтебок — національний парк у Південній Африці, заснований в 1931 році для збереження антилопи бонтебок, або білолобого бубала. Це найменший з 19 національних парків Південної Африки, який займає площу 27,86 км². Парк є частиною Капського флористичного регіону, який є об'єктом Всесвітньої спадщини.
Парк розташований за 6 км на південь від Свеллендама, у передгір'ї гір Лангеберг. На півдні межує з річкою Брід.

## Білолобий бубал
Білолобий бубал — рідкісна, незвичайно помітна антилопа. Вона занесена до списку вразливих у Додатку II Червоного списку міжнародної торгівлі видами, що перебувають під загрозою зникнення. Ці антилопи є ендеміками капського регіону і колись кочували цим регіоном у великій кількості. Європейські поселення та полювання призвели до того, що тварина майже зникла на початку 19 століття. На приватних сільськогосподарських угіддях охоронялася остання популяція. У 1931 році сімнадцять особин цього виду були переселені до Національного парку Бонтебок. У 1960-х роках половина антилоп померла від глистових інвазій, дефіциту міді та інших хвороб. У 1961 році останніх тварин цього виду, яких лишалося 61 особина, переселили до Національного парку Бонтебок вдруге. Друге переселення було успішним. Сьогодні світова популяція білолобих бубалів складає 2500–3000 особин.
Однак у парку налічується лише близько 200 білолобих бубалів, оскільки це максимальна кількість, яку може утримувати парк такого розміру, не завдаючи серйозної шкоди рослинам. Парк є розплідником, з якого тварин перевозять в інші національні парки та заповідники.

## Інші види парку
Загалом у парку налічується близько 500 видів трав та інших видів рослин.

Інші місцеві види парку включають африканського леопарда, африканську безкігтеву видру, дрохву Денгема, птаха-секретаря та блакитного журавля. Тут також можна зустріти сірого козулина, мисового грісбока, стенбока, сірого дуїкера, каракала,  червоного бубала та капську гірську зебру. Зареєстровано понад 200 видів птахів. 

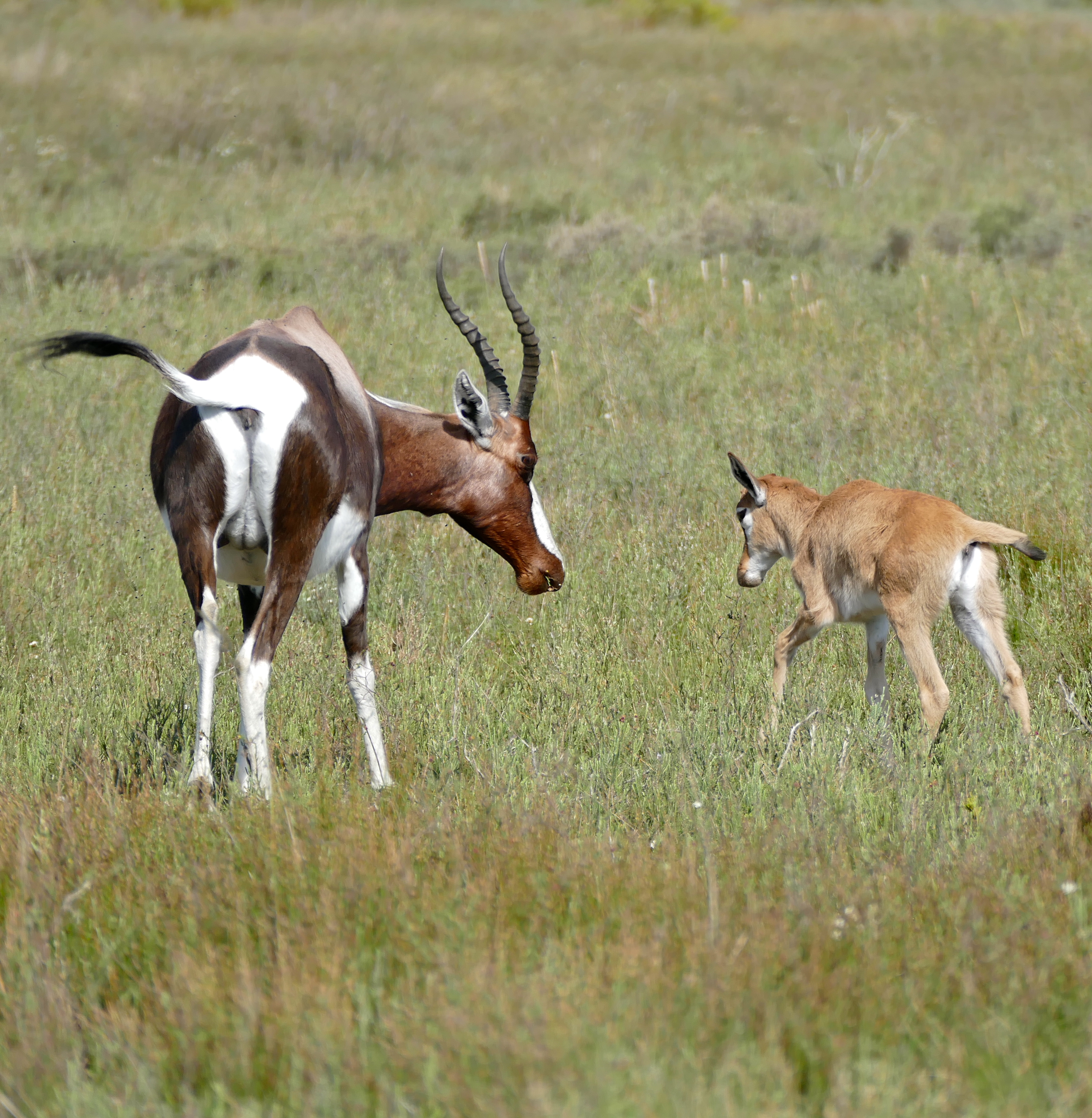
Білолобий бубал
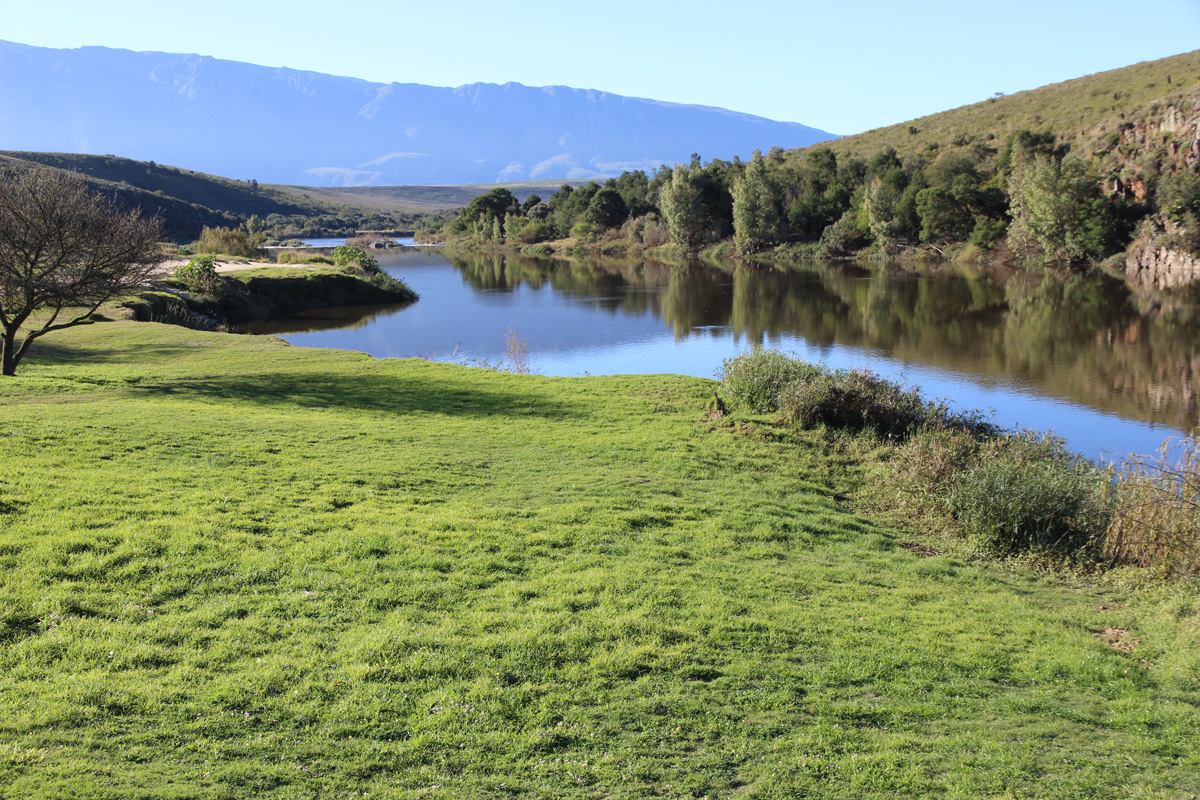
Річка Брід
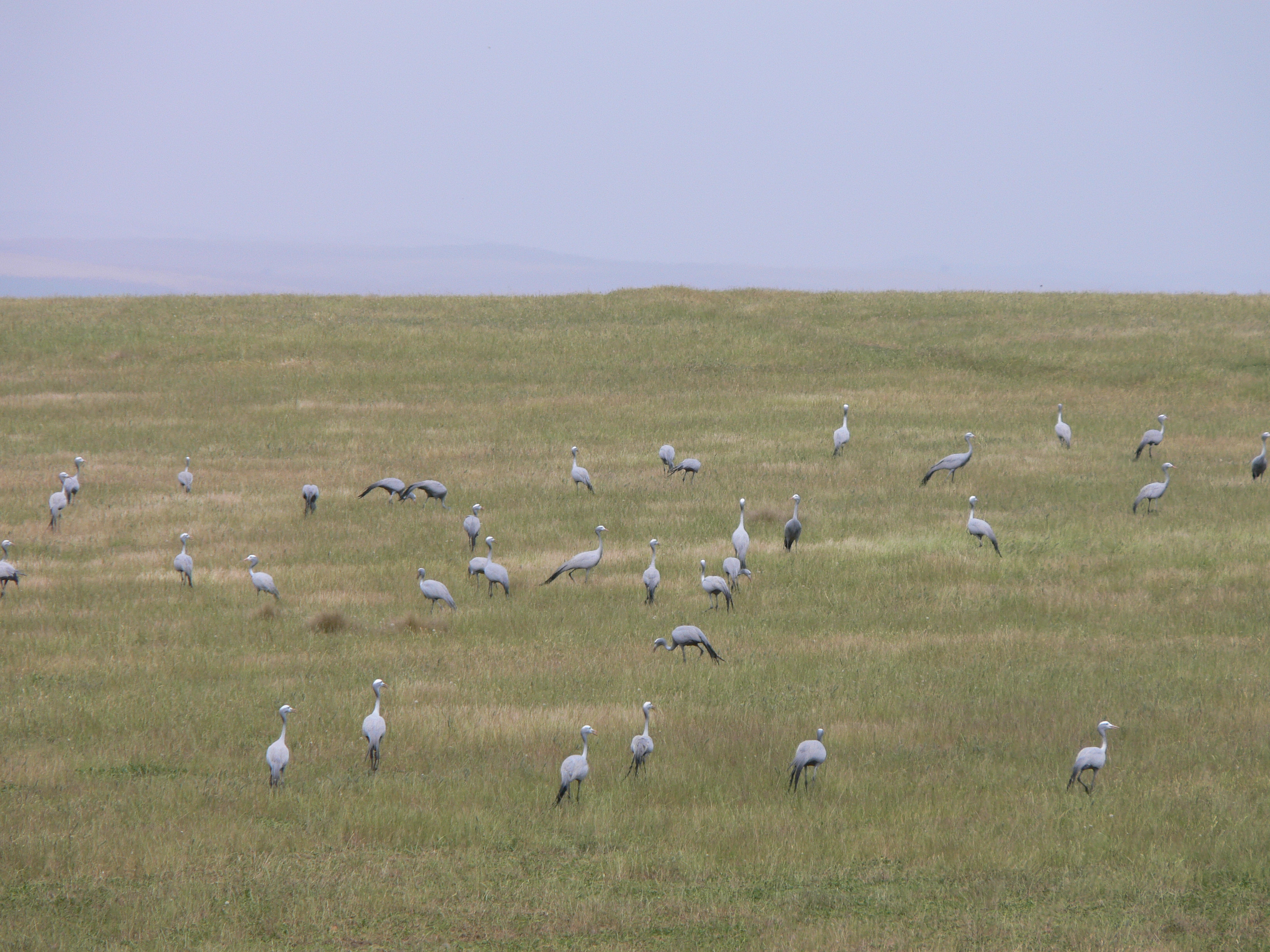
Блакитний журавель
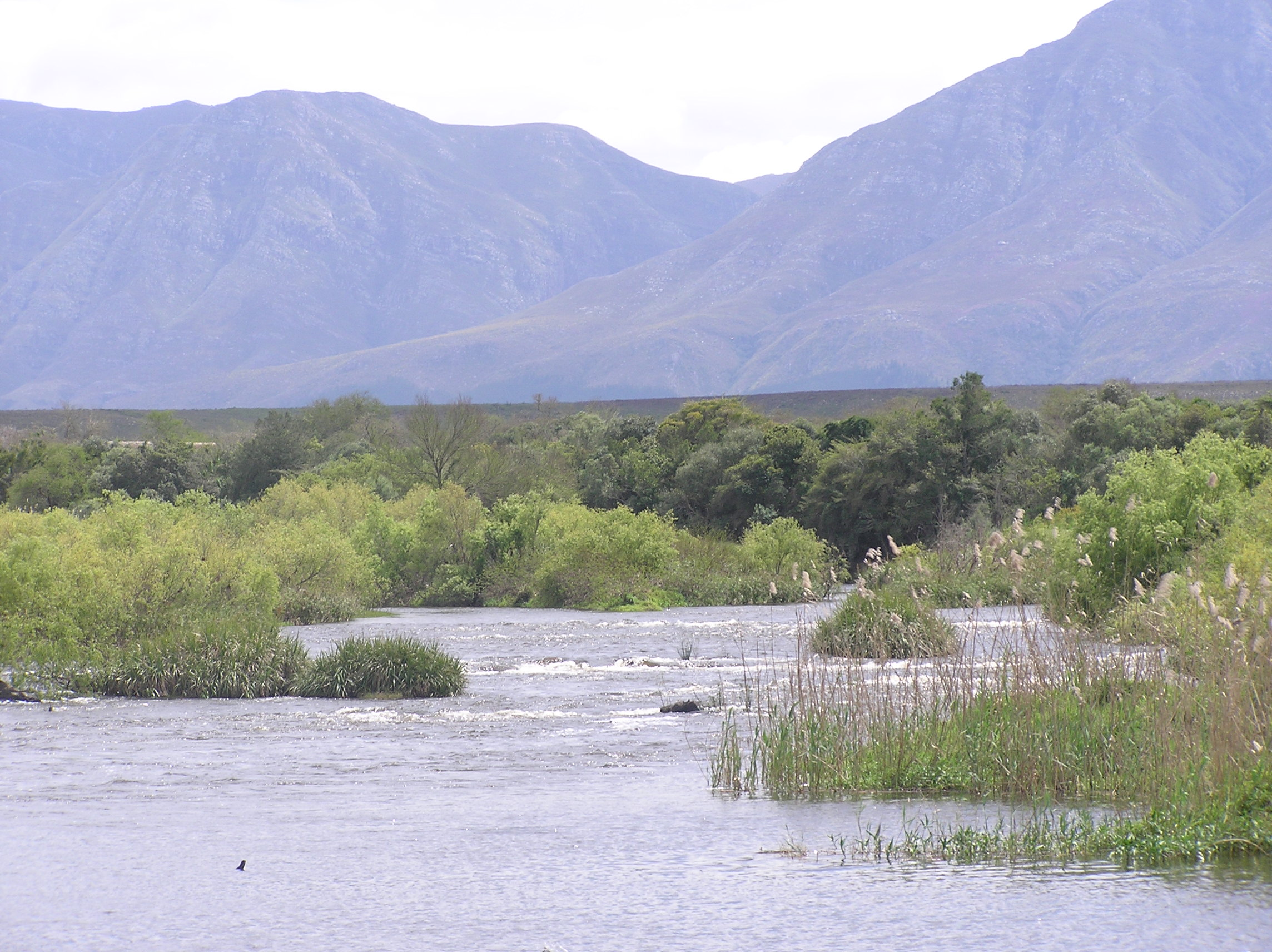
Річка Брід

## Туристична активність
У Національному парку Бонтебок відсутні великі хижаки чи інші великі небезпечні тварини, тому тут можна проводити прогулянки на свіжому повітрі, займатися риболовлею, плаванням, каякінгом на річці Брід та катання на гірських велосипедах (вздовж гравійних доріг заповідника або спеціального 9 км гірської траси.

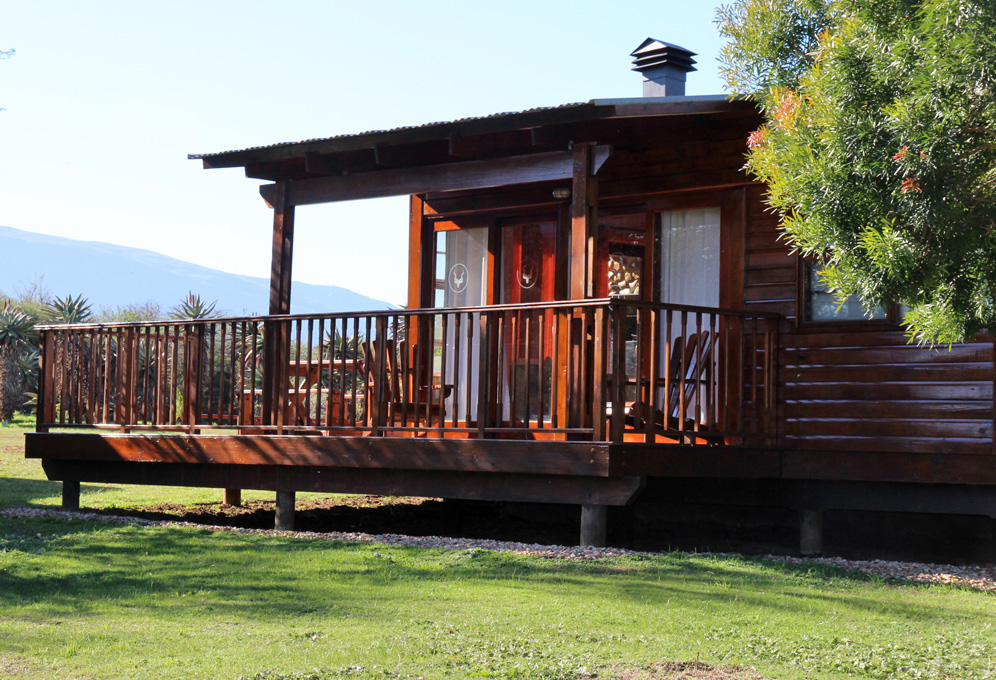
Хатина в парку